# Sphenobaiera
Sphenobaiera es un género extinto de plantas que vivieron durante el Triásico Superior al Cretácico. El género Sphenobaiera se refiere a plantas con hojas en forma de cuña y se puede diferenciar de Ginkgo, Ginkgoites y Baiera por la falta de peciolo. Se extinguieron hace unos 72.600 años. La familia que pertenece a este género no es concluyente y afinidad con Karkeniaceae había razones morfológicas sugeridas.

## Ubicaciones
Sphenobaiera se encontraron:
- En geoparque Paleorrota en Brasil. Período Triásico, en la Formación Santa Maria.[3]
- En las formaciones del Cretácico Inferior en el oeste de Groenlandia.
- En el Jurásico Superior en la URSS asiática.
- En la Formación Lakota en las Colinas Negras, que Fontaine considera Cretácico Inferior. Es un ginkgophyte.[4]